# 2011 год в боксе
2011 год в боксе.

## Любительский бокс
- В первом сезоне Полупрофессиональной лиги бокса, 2010—2011 года, выиграла команда Франции  Paris United, победив в финале команду из Казахстана  Astana Arlans.

### Чемпионат мира
16-й Чемпионат мира по боксу проходил в Спортивно-концертном комплексе имени Гейдара Алиева в Баку (Азербайджан) с 22 сентября по 10 октября 2011 года.
| Весовая категория | Золото                            | Серебро                        | Бронза                             |
| ----------------- | --------------------------------- | ------------------------------ | ---------------------------------- |
| до 49 кг          | Цзоу Шимин Китай                  | Син Чжан Хун Корея             | Давид Айрапетян Россия             |
| до 49 кг          | Цзоу Шимин Китай                  | Син Чжан Хун Корея             | Пуревдорж Сердамба Монголия        |
| до 52 кг          | Миша Алоян Россия                 | Эндрю Селби Уэльс              | Роши Уоррен США                    |
| до 52 кг          | Миша Алоян Россия                 | Эндрю Селби Уэльс              | Жасурбек Латипов Узбекистан        |
| до 56 кг          | Лазаро Альварес Куба              | Люк Кэмпбелл Англия            | Джон Джо Невин Ирландия            |
| до 56 кг          | Лазаро Альварес Куба              | Люк Кэмпбелл Англия            | Анвар Юнусов Таджикистан           |
| до 60 кг          | Василий Ломаченко Украина         | Ясниэль Толедо Куба            | Гани Жайлауов Казахстан            |
| до 60 кг          | Василий Ломаченко Украина         | Ясниэль Толедо Куба            | Доменико Валентино Италия          |
| до 64 кг          | Эвертон Лопес Бразилия            | Денис Беринчик Украина         | Томас Сталкер Англия               |
| до 64 кг          | Эвертон Лопес Бразилия            | Денис Беринчик Украина         | Винченцо Манджакапре Италия        |
| до 69 кг          | Тарас Шелестюк Украина            | Серик Сапиев Казахстан         | Кришан Викас Индия                 |
| до 69 кг          | Тарас Шелестюк Украина            | Серик Сапиев Казахстан         | Эгидиюс Каваляускас Литва          |
| до 75 кг          | Евгений Хитров Украина            | Рёта Мурата Япония             | Богдан Юратони Румыния             |
| до 75 кг          | Евгений Хитров Украина            | Рёта Мурата Япония             | Эскива Фалькао Флорентино Бразилия |
| до 81 кг          | Хулио Де Ла Крус Куба             | Адильбек Ниязымбетов Казахстан | Эльшод Расулов Узбекистан          |
| до 81 кг          | Хулио Де Ла Крус Куба             | Адильбек Ниязымбетов Казахстан | Егор Мехонцев Россия               |
| до 91 кг          | Александр Усик Украина            | Теймур Мамедов Азербайджан     | Сергей Корнеев Беларусь            |
| до 91 кг          | Александр Усик Украина            | Теймур Мамедов Азербайджан     | Ван Сюаньсюань Китай               |
| от 91 кг          | Магомедрасул Меджидов Азербайджан | Энтони Джошуа Англия           | Эрик Пфайфер Германия              |
| от 91 кг          | Магомедрасул Меджидов Азербайджан | Энтони Джошуа Англия           | Иван Дычко Казахстан               |

- Из-за судейской ошибки в 1/8 финала, украинскому боксёру Василию Ломаченко было засчитано поражение в бою с бразильцем Робсоном Консесайо. Федерация бокса Украины подала протест, в результате которого победа была присуждена украинскому боксёру[2]. В итоге Василий завоевал золото, став двукратным чемпионом мира по боксу.
- Рядом СМИ была распространена информация о якобы совершённом на армянских боксёров нападении[3], о том, что одним из зрителей был брошен камень в Андраника Акопяна[4]. Однако, позже информационное агентство «Новости-Армения» сообщило, что Федерация бокса Армении опровергло информацию о том, что на армянских спортсменов было совершено нападение[5].

### Чемпионат Европы
| Дисциплина  | Золото                     | Серебро                     | Бронза                            |
| до 48 кг    | Салман Ализаде Азербайджан | Бэлик Галанов Россия        | Георги Андонов Болгария           |
| до 48 кг    | Салман Ализаде Азербайджан | Бэлик Галанов Россия        | Чарли Эдвардс Англия              |
| до 52 кг    | Эндрю Селби Уэльс          | Георгий Балакшин Россия     | Александр Рискан Молдова          |
| до 52 кг    | Эндрю Селби Уэльс          | Георгий Балакшин Россия     | Винченцо Пиккарди Италия          |
| до 56 кг    | Вячеслав Гожан Молдова     | Дмитрий Полянский Россия    | Рэзван Андреяна Румыния           |
| до 56 кг    | Вячеслав Гожан Молдова     | Дмитрий Полянский Россия    | Фуркан Улаш Мемиш Турция          |
| до 60 кг    | Фатих Келеш Турция         | Доменико Валентино Италия   | Владимир Саруханян Армения        |
| до 60 кг    | Фатих Келеш Турция         | Доменико Валентино Италия   | Владимир Матвийчук Украина        |
| до 64 кг    | Рэй Мойлетт Ирландия       | Том Сталкер Англия          | Винченцо Манджакапре Италия       |
| до 64 кг    | Рэй Мойлетт Ирландия       | Том Сталкер Англия          | Хейбатулла Хаджиалиев Азербайджан |
| до 69 кг    | Фрэд Эванс Уэльс           | Магомед Нурутдинов Беларусь | Адриани Вастин Франция            |
| до 69 кг    | Фрэд Эванс Уэльс           | Магомед Нурутдинов Беларусь | Заал Квачатадзе Грузия            |
| до 75 кг    | Максим Коптяков Россия     | Адем Кылыччи Турция         | Жаба Хочиташвили Грузия           |
| до 75 кг    | Максим Коптяков Россия     | Адем Кылыччи Турция         | Дмитрий Митрофанов Украина        |
| до 81 кг    | Джо Уорд Ирландия          | Никита Иванов Россия        | Имре Селлё Венгрия                |
| до 81 кг    | Джо Уорд Ирландия          | Никита Иванов Россия        | Хрвое Шеп Хорватия                |
| до 91 кг    | Теймур Мамедов Азербайджан | Тервел Пулев Болгария       | Бахрам Музаффер Турция            |
| до 91 кг    | Теймур Мамедов Азербайджан | Тервел Пулев Болгария       | Иоганн Витт Германия              |
| свыше 91 кг | Магомед Омаров Россия      | Роберто Каммарелле Италия   | Михаил Бахтидзе Грузия            |
| свыше 91 кг | Магомед Омаров Россия      | Роберто Каммарелле Италия   | Михай Нистор Румыния              |

### Чемпионат Европы среди женщин
| Категорія: | Золото:            | Серебро:       | Бронза:                           |
| дo 48 кг   | Светлана Гневанова | Линси Холдвей  | Наталья Князь Стелута Дута        |
| дo 51 кг   | Накола Адамз       | Сара Орамон    | Каролина Михальчук Стойка Петрова |
| дo 54 кг   | Елена Савельева    | Сандра Драбик  | Иванна Крупеня Айзе Таз           |
| дo 57 кг   | Наталья Бирюк      | Лиза Вайтсайд  | Виктория Гуркович Нагехан Гул     |
| дo 60 кг   | Кети Тейлор        | Софья Очигава  | Денитса Елисеева Хелена Фалк      |
| дo 64 кг   | Гулзум Татар       | Армин Синабйан | Наташа Джонас Мартина Шморанцова  |
| дo 69 кг   | Марикелле де Йонг  | Мария Бадулина | Лорен Прайс Катаржина Фурманяк    |
| дo 75 кг   | Надежда Торлопова  | Онучка Фонтийн | Савана Маршалл Лилия Дурнева      |
| до 81 кг   | Светлана Козова    | Силивия Кушьяк | Инна Шевченко Тимеа Наги          |
| до +81 кг  | Семси Ярали        | Ирина Синецкая | Даниэла Вернич Катерина Шамбир    |

## Профессиональный бокс

### Тяжёлый вес
- 19 марта, чемпион WBC,  Виталий Кличко нокаутировал в первом раунде KO1 обязательного претендента,  Одланьера Солиса.
- 2 июля, чемпион IBF, WBO, IBO и The Ring,  Владимир Кличко победил UD чемпиона WBA,  Дэвида Хэя, и стал абсолютным (единым) чемпионом в тяжёлом весе. После данного поединка все титулы стали принадлежать братьям Кличко.
- 27 августа в бою за вакантный титул регулярного чемпиона мира по версии WBA,  Александр Поветкин победил UD  Руслана Чагаева.
- 10 сентября, чемпион WBC,  Виталий Кличко нокаутировал обязательного претендента TKO10  Томаша Адамека.

### Первый тяжёлый вес
- Марко Хук трижды защитил титул чемпиона мира по версии WBO.
  - 2 апреля победил UD  Рана Накаша
  - 16 июля победил KO10  Уго Эрнана Гарайи
  - 22 октября победил KO6  Омара Росси
- 4 ноября  Денис Лебедев победил UD  Джеймса Тони и стал временным чемпионом мира по версии WBA
- 5 ноября  Гильермо Джонс нокаутировал TKO6  Майкла Маррона и защитил титул чемпиона WBA.
- 2 апреля  Кшиштоф Влодарчик спорно защитил титул WBC SD против  Франциско Пиалциоса.
- 30 ноября  Кшиштоф Влодарчик защитил титул WBC TKO10 против  Дэнни Грина.
- 12 февраля  Стив Каннингем защитил титул IBF UD против  Энада Личины.
- 1 октября  Йоан пабло Эрнандес победил TD6  Стива Каннингема и стал новым чемпионом мира по версии IBF.

### Полутяжёлый вес
- 8 января  Бейбут Шуменов защитил титул WBA KO6 против  Уильяма Джоппи
- 21 мая  Натан Клеверли защитил титул WBO TKO4 против  Алексей Кузимского
- 21 мая  Бернард Хопкинс победил UD чемпиона мира по версии WBC,  Жана Паскаля, и стал самым возрастным чемпионом мира за всю историю бокса (47 лет).
- 25 июня  Тейворис Клауд победил TKO8 против  Юсефа Мека и сохранил титул чемпиона мира по версии IBF.
- 29 июля  Бейбут Шуменов защитил титул WBA TKO9 против  Дэнни Сантьяго.
- 15 октября  Натан Клеверли защитил титул WBO MD против  Тони Белью

### Второй средний вес
- Лучиан Буте трижды защитил титул чемпиона мира по версии IBF.
  - 19 марта победил TKO10  Брайана Мэги.
  - 9 июля победил KO4  Жан Поля Мехди.
  - 5 октября победил UD  Глена Джонсона.
- 9 апреля  Роберт Штиглиц защитил титул WBO, DQ10 в бою с  Кореном Гевором.
- Завершён турнир Super Six World Boxing Classic, победитель  Андре Уорд, который стал чемпионом мира по версиям WBA, WBC и The Ring.

### Полусредний вес
- 16 апреля  Виктор Ортис победил UD  Андре Берто и стал новым чемпионом мира по версии WBC.
- 7 мая  Мэнни Пакьяо победил UD  Шейна Мосли.
- 17 сентября  Флойд Мэйвезер вернулся после двухлетнего перерыва, и нокаутировал KO4  Виктора Ортиса.
- 12 ноября  Мэнни Пакьяо спорно победил MD  Хуана Мануэля Маркеса в третьей встрече.

## Награды
- Боксёр года —  Андре Уорд
- Бой года —  Виктор Ортис UD  Андре Берто
- Нокаут года —  Нонито Донэр KO2  Фернандо Монтиэль
- Апсет года —  Нобухиро Исида TKO6  Джеймс Киркленд
- Возвращение года —  Эрик Моралес
- Событие года —  Хуан Мануэль Маркес MD  Мэнни Пакьяо (3-й бой)
- Раунд года —  Джеймс Киркленд —  Альфредо Ангуло, раунд 1
- Проспект года —  Гэри Расселл-младший